# Surfer Rosa
Surfer Rosa är det amerikanska alternativa rockbandet Pixies första fullängdsalbum och andra skivsläpp. Albumet släpptes den 21 mars 1988 i Storbritannien på independentbolaget 4AD och i augusti i USA av Rough Trade Records. Den okonventionella skivan behandlar ämnen som till exempel lemlästning och voyeurism och utmärks av experimentell studioinspelning, low fidelity-produktion och ett unikt trumljud vilket till stor del kan tillskrivas producenten Steve Albini. Surfer Rosa innehåller många av de teman som senare kom att bli typiska för Pixies tidiga skivor, bland annat text på spanska och referenser till Puerto Rico.
Eftersom 4AD var ett relativt litet skivbolag distribuerades skivan av Rough Trade Records i USA men lyckades trots detta inte ta sig upp på topplistorna i något av länderna. "Gigantic" blev skivans enda singel och den kom som bäst på plats 93 på UK Singles Chart. Trots detta släpptes Surfer Rosa på nytt i USA av Elektra Records 1992 och hade 2005 sålt guld enligt Recording Industry Association of America.
Surfer Rosa omnämns ofta av musikkritiker som ett favoritalbum och listades bland annat som nummer 315 på tidningen Rolling Stones lista över de 500 bästa albumen någonsin. Flera artister inom genren har blivit inspirerade av skivan, bland andra Billy Corgan och PJ Harvey. Nirvanas Kurt Cobain har upprepade gånger erkänt att Surfer Rosa var en stark influens under arbetet med gruppens genomslagsalbum Nevermind. 1993 anlitade Nirvana Albini när albumet In Utero skulle spelas in.

## Bakgrund
Innan Pixies debut-EP Come on Pilgrim släpptes i oktober 1987 föreslog 4ADs VD Ivo Watts-Russell att bandet skulle återvända till inspelningsstudion och spela in ett fullängdsalbum. Från början var planen att albumet skulle spelas in i Fort Apache Studios där gruppen tidigare spelat in en demokassett och Come on Pilgrim. Producenten Gary Smith, som hade varit producent vid de två tillfällena, ansåg sig då ha rätt till royalties från framtida Pixiesskivor inspelade i den studion eftersom han själv hade betalat inspelningen av demokassetten och Come on Pilgrim och inte tjänat några pengar på dem. Pixies gick inte med på Smiths krav och valde istället att leta efter en ny studio och en ny producent.

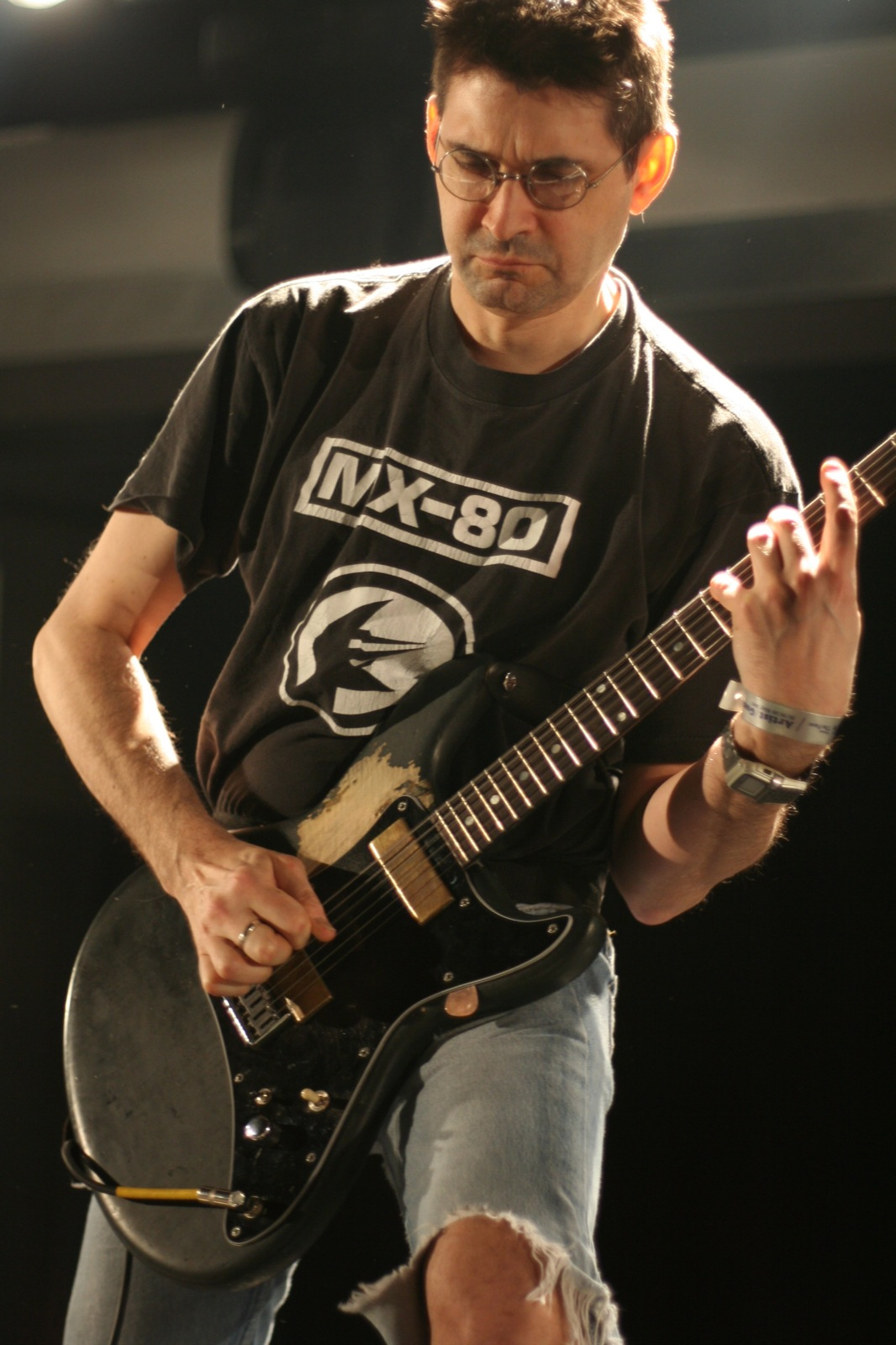
Steve Albini producerade Surfer Rosa.

Efter rekommendation från en kollega på 4AD beslutade sig Watts-Russell för att anlita Big Blacks frontman Steve Albini som producent. Pixies manager skickade en tidig version av Come on Pilgrim till Albini och bjöd in honom till en middag hos Pixies trummis Dave Lovering. På middagen diskuterade Albini och bandet hur den nya skivan skulle låta och hur den skulle spelas in. Enligt Albini var "jag och bandet i studion följande dag." Paul Kolderie, som tidigare arbetat på Fort Apache Studios tillsammans med Smith, rekommenderade Q Division Studios i Boston för Albini. Detta skapade irritation mellan Smith och Kolderie eftersom Smith enligt Kolderie ansett att han hade tagit skivan ifrån honom.

## Inspelning och produktion
Pixies hade bokat tio dagar i Q Division och inspelningen startade i december 1987. 4AD gav bandet en budget på 10 000 dollar och Albini fick 1 500 dollar för jobbet som producent men inga royalties. Albini tar inte emot royalties för skivor han producerat eftersom han anser att det skulle vara en förolämpning mot bandet. Jon Lupfer arbetade som Albinis assistent under inspelningen som tog hela den bokade tiden i anspråk. Albini hade planerat att mixa albumet "på ett annat ställe" men enligt Lupfer trivdes han inte "där".
Under inspelningen använde sig Albini av flera ovanliga inspelningsmetoder. När Kim Deals bakgrundssång på "Where Is My Mind?" och hennes sång på "Gigantic" skulle spelas in flyttade Albini inspelningsutrustningen till ett badrum för att på så sätt uppnå riktigt eko istället för konstgjort; enligt Deals dåvarande man John Murphy gillade Albini inte studiosoundet. Albini har senare sagt att albumet kunde ha varit färdigt på en vecka men att de istället började experimentera med ljudet både för att fördriva tiden och för att se om man kom på något bra. Ett exempel är låten "Something Against You" där Albini filtrerade Black Francis röst genom en gitarrförstärkare.

### Studiosnack
Spåret "You Fuckin' Die!" (på vissa versioner känd som "Untitled" eller "Interlude" och ibland placerad i början på låten "Vamos") är en inspelning av en konversation mellan Francis och Albini. Enligt Lupfer var det sätt för Albini att få till lite lekfullt studiosnack. När Deal gick ut ur studion för att röka en cigarett säger hon "Om någon rör mina saker så dödar jag er." Francis svarade "Jag dödar dig, du ska fan dö, om du rör mina saker". Här börjar spåret på skivan med Francis som förklarar samtalet för Albini, vars röst inte hörs". Lupfer har senare sagt att Albini redan visste precis vad det hela handlade om.
Spåret "I'm Amazed" börjar med Deal som berättar om en av hennes lärare som "gillade landhockeyspelare" och senare diskret fick sparken. Francis avslutar Deals meningar och skojar om att hon hade försökt gå med i landhockeylaget när hon hörde om lärarens speciella intresse. Albini har senare förklarat användandet av det retfulla studiosnacket:
| ” | Det finns på deras skiva för alltid så jag tror att de måste säga att det är ok. Men jag vet ärligt talat inte om det hade kommit med om jag inte hade gjort det. Ibland är sådana saker avslöjande och underhållande och jag tyckte att det nog skulle vara kul att ha med det på skivan | „ |

## Musik

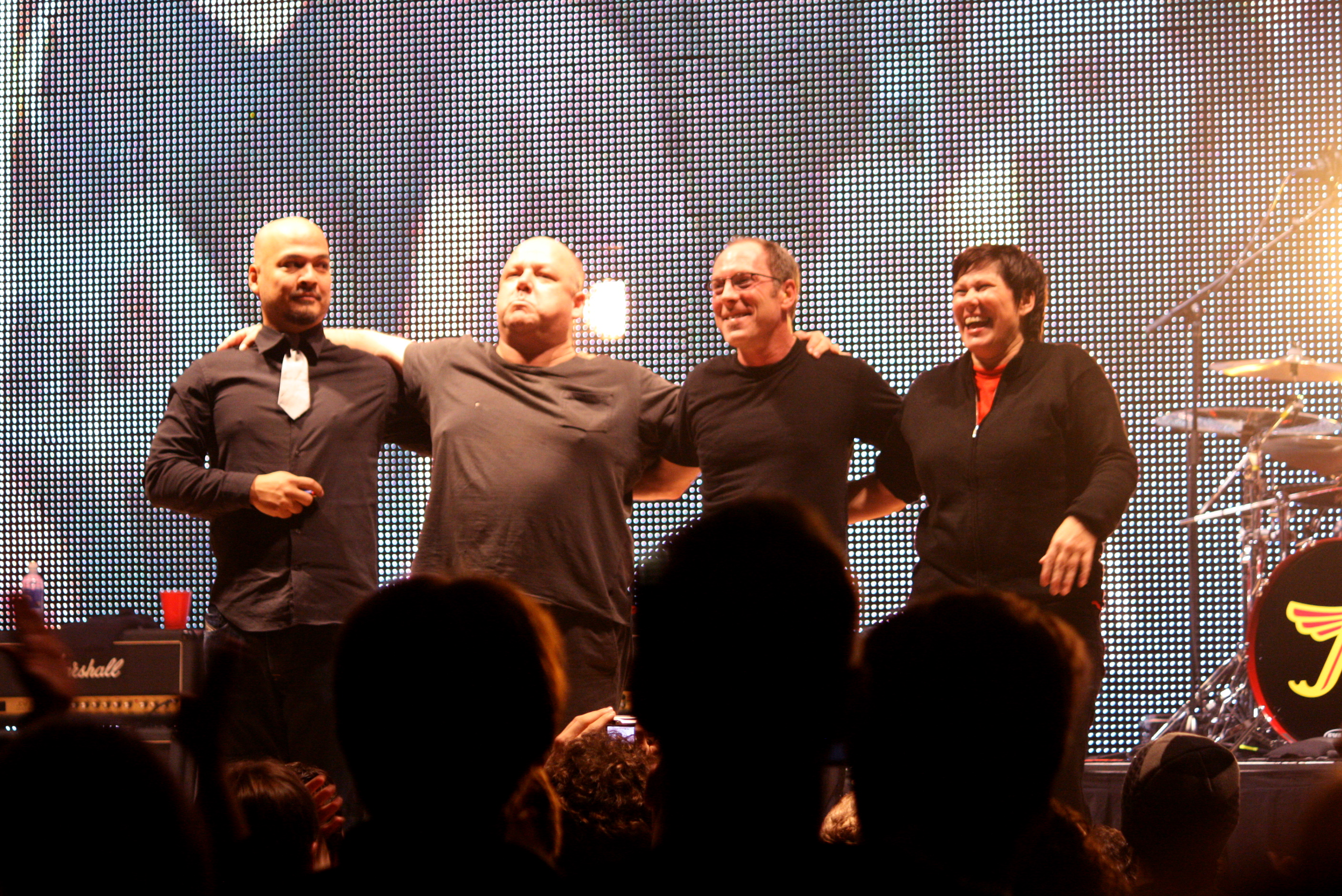
Black Francis (tvåa från vänster) skrev alla låtar förutom "Gigantic" som han skrev tillsammans med Kim Deal (längst till höger).

Precis som Come on Pilgrim visar Surfer Rosa upp en mix av olika musikaliska stilar, från pop-gitarrlåtar som "Broken Face", Break My Body" och "Brick is Red" till mer melodiska låtar som till exempel "Where Is My Mind?". Albumet innehåller även tyngre låtar och Pixies karaktäristiska tempoväxlingar märks tydligt på många spår. Sångaren och låtskrivaren Black Francis skrev alla låtar förutom "Gigantic" som han skrev tillsammans med Kim Deal. På "Gigantic" är Deal huvudsångerska, något hon senare aldrig mer var på en Pixies-skiva.
Texterna på skivan inkluderar lemlästning på "Break My Body" och "Broken Face", referenser till superhjältar på "Tony's Theme" och voyeurism på "Gigantic". Låtarna "Bone Machine" och "Where Is My Mind?" har surrealistiska texter och "Oh My Golly!" och "Vamos" innehåller referenser till Puerto Rico och text på spanska. Den sistnämnda låten finns med på Surfer Rosa som en nyinspelning av den version som fanns med på Come on Pilgrim ett år tidigare. Flera av de teman och ämnen Pixies utforskat under tidigare inspelningar återkommer på Surfer Rosa men skivan har inget övergripande tema som gruppens senare album.
Andra ovanliga ämnen märks på låten "Cactus" som berättas av en man i fängelse som ber sin flickvän att "smeta blod på din klänning och skicka den till mig". "Gigantic" är en "ogenerad lovsång till en välutrustad svart man", och lånar från filmen Crimes of the Heart från 1986 där en gift kvinna blir förälskad i en tonåring. Francis inspirerades att skriva "Where Is My Mind?" efter att ha dykt i Västindien och till synes blivit förföljd av en liten fisk.

## Skivsläppet
Surfer Rosa släpptes i Storbritannien den 21 mars 1988 av independentbolaget 4AD och var fram till augusti endast tillgängligt via import i USA. Även om skivbolaget hade distributionsrätt i hela världen för Pixies hade de inte möjlighet att distribuera skivan utanför Storbritannien. Efter att 4AD gett Rough Trade Records i uppdrag att släppa skivan i USA släpptes både Surfer Rosa och Come on Pilgrim på en gemensam dubbelkassett och vinyl. Surfer Rosa/Come on Pilgrim släpps fortfarande gemensamt i Storbritannien på cd, men i USA släpps skivorna idag på varsin cd. Skivorna släpptes var för sig för första gången i januari 1992, när Elektra Records släppte bandets två första skivor igen. Efter att 4AD återfått rättigheterna för skivorna i USA valde även de att ge ut skivorna separat. 2005 hade Surfer Rosa sålt guld enligt Recording Industry Association of America, sjutton år efter att den släpptes första gången. 2009 lanserade företaget Mobile Fidelity Sound Lab en remaster av Surfer Rosa i LP-format.
Skivan följdes bara upp av en singel, "Gigantic" med "River Euphrates" som b-sida. Låtarna spelades in på nytt inför singelsläppet av Gil Norton på Blackwing Studios i London i maj 1988. Singeln fick goda recensioner från kritikerna; men tillbringade bara en vecka som nummer 93 på UK Singles Chart. Trots att både albumet och singeln inte nådde kommersiell framgång har 4ADs VD Ivo Watts-Russell sagt att skivan fick fem gånger bättre mottagande än Come on Pilgrim.

## Omslag

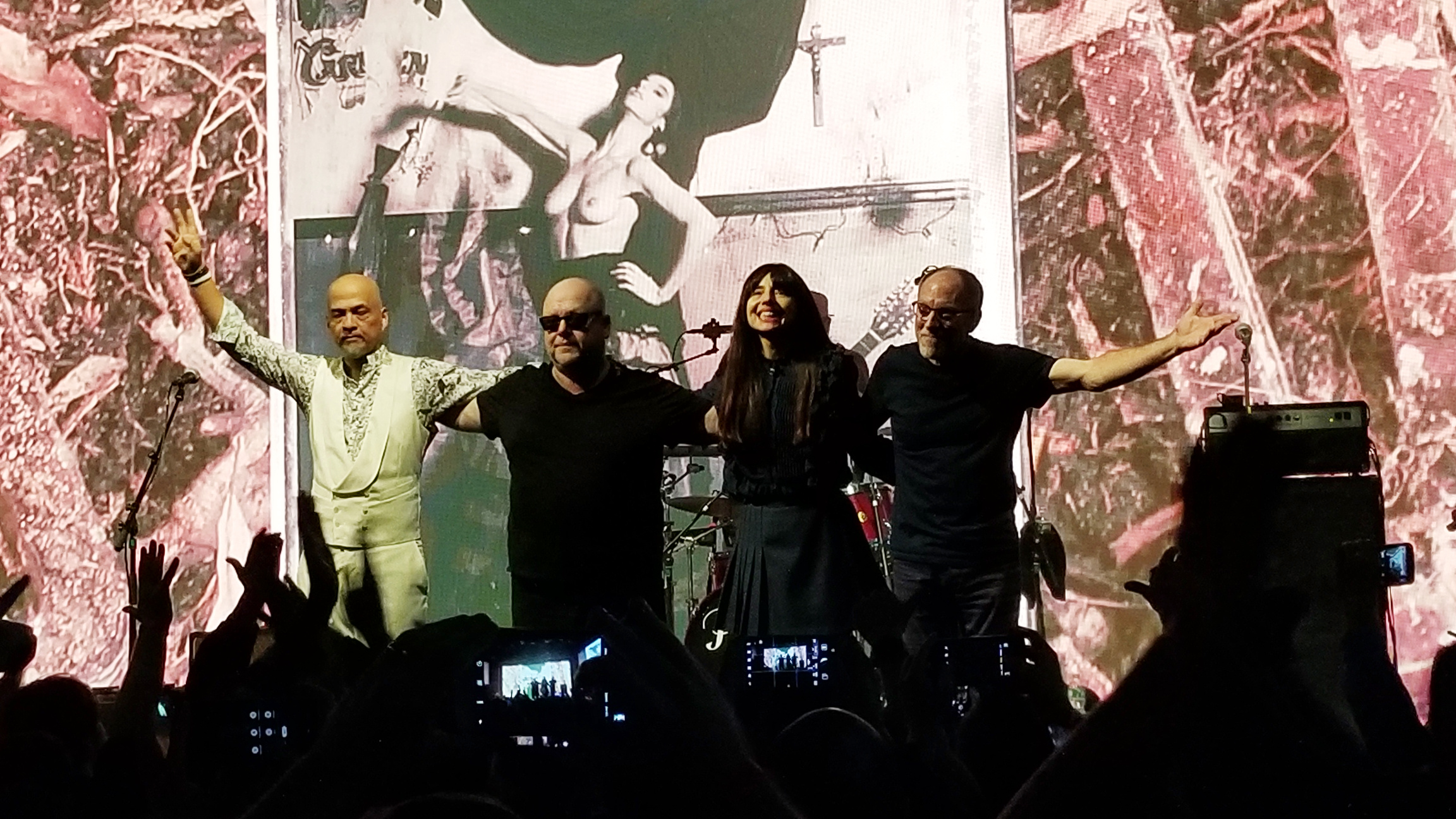
Omslaget till Surfer Rosa i bakgrunden under en konsert den 19 november 2018.

Skivomslaget till Surfer Rosa består av en bekant till bandet som poserar topless som en flamencodansare mot en vägg med ett krucifix och en sönderriven poster. Simon Larbalestier, som var inblandad i alla Pixies albumomslag, beslutade sig för att bygga upp konceptet eftersom de inte kunde hitta rätt atmosfär på naturligt sätt. Enligt Larbalestier fick Francis idén till omslaget när han skrev låtar i sin fars "topless Spanish bar". Larbalestier lade till krucifixet och postern och det "laddade scenen med katolicism". 2005 kommenterade Franic omslaget och sa att han hoppades att folk tyckte att det var smakfullt. Albumboken består av fler foton av flamencodansaren och saknar text förutom rättighetstexten och en lista över medverkande på sista sidan. Albinis namn finns inte med i originalsläppets bok. 
Fotografierna togs på en dag i en pub som var belägen mitt emot 4ADs kontor. Enligt Larbalestier togs fotografierna där eftersom det var ett av få ställen som hade en upphöjd scen. I en intervju från 1988 förklarar Francis omslagets koncept med att det är en "Surfartjej...som går på Binones stränder med en surfbräda, väldigt vacker". När han ombads kommentera nakenheten förklarade han:
| ” | Till första skivan sa jag att jag gillade nakenhet. Jag gillar kroppslinjer, inte nödvändigtvis något med dålig smak, det behövde inte ens vara en kvinna. Bara kroppslinjer... Som i reklamen för [parfymen] Obsession | „ |

Enligt Melody Maker hette skivan från början Gigantic, men bandet var rädda för att titeln och albumomslaget skulle missuppfattas så de ändrade namnet till "Surfer Rosa". Omslagskvinnans "namn" kommer från skivans namn och från texten till låten "Oh My Golly!", "Besando chichando con surfer rosa". 2001 placerade Q skivomslaget av Surfer Rosa på plats 76 på deras lista "The 100 Best Album Covers Ever".

## Mottagande
I Storbritannien fick Surfer Rosa övervägande positiv kritik. Tidningen Q's Ian Cranna hyllade skivans popmelodier och tyckte att "de [Pixies] kan ha en lysande framtid". Musikmagasinet NMEs Mark Sinker, som recenserade albumet i mars 1988, ansåg att Pixies "tvingar det förflutna att låta som dem" och han gav skivan nio och en halv stjärna av tio möjliga. Även i USA fick Surfer Rosa positiv kritik. The Village Voice Robert Christgau gav skivan betyget B, hyllade gitarrspelet på skivan och ansåg att Pixies var "årets bästa nya amerikanska indieband". Tidningen Spin beskrev skivan som "vackert brutalt" och utnämnde Pixies som årets bästa band. Den välkända tidningen Rolling Stone gav inte albumet någon uppmärksamhet alls när det släpptes.
Surfer Rosa kom med på flera listor när årets bästa skivor skulle listas. De oberoende musikmagasinen Melody Maker och Sounds gav Surfer Rosa utmärkelsen som årets bästa album. NME och Record Mirror placerade albumet som nummer 10 respektive 14 på sina listor. Däremot kom skivan inte med på Village Voice Pazz & Jop-lista, och lyckades inte placera sig på någon lista över årets bästa skivor i USA. Ett flertal musiktidningar har sedan skivan släppts listat Surfer Rosa som en av 1980-talets viktigaste alternative rock-album. Rolling Stone gav skivan tre stjärnor av fem när de recenserade Elektras Surfer Rosa/Come on Pilgrim 1992. När tidningen sedan åter recenserade skivan 2004 som en del av Rolling Stone Album Guide fick den maximala fem stjärnor. Albumet har listats på flera listor över historiens bästa skivor och är konsekvent listad som ett av de bästa albumet från 1980-talet oavsett genre.

## Eftermäle
Både Surfer Rosa och Steve Albinis sätt att producera skivan har influerat annan musik inom alternativ rock och främst grunge. Nirvanas Kurt Cobain har angett Surfer Rosa som grund för låtskrivandet på Nevermind. När han först hörde albumet upptäckte Cobain en mall för hur man blandade hård musik med pop på det sätt som han ville. 1993 sa han att han hört låtar på Surfer Rosa som han själv skrivit men kastat bort eftersom han var för rädd för att spela dem för någon. Cobain anlitade Albini för att producera Nirvanas In Utero främst tack vare dennes insats med Surfer Rosa. Billy Corgan från The Smashing Pumpkins har också influerats av albumet. Han var framför allt imponerad av trumljudet och har medgett att Smashing Pumpkins brukade studera skivans tekniska delar. Indiemusikern PJ Harvey blev mycket imponerad av Surfer Rosa och "letade omedelbart reda på Albini" efter att hon hört det. På låten "20 Dollar" från M.I.A.:s album Kala återanvänder hon låttext direkt taget från låten "Where Is My Mind?". I låten "Here It Goes Again" av OK Go nämns Surfer Rosa i låttexten. I juli 2001 listade Q albumet på deras lista "50 Heaviest Albums of All Time" och i oktober samma år placerades Surfer Rosa på plats 26 på deras lista "The Best 50 CD's of the Last 15 Years".
Även folk i bandets närhet blev imponerade av skivan. Ivo Watts-Russell blev överraskad att Pixies kunde låta så mycket som The Fall och därmed väldigt råa. Gary Smith, som producerat bandets tidigare skivsläpp och nu hade en konflikt med dem, var väldigt glad att de hade gjort en så kraftfull och aggressiv skiva. J Mascis från Dinosaur Jr tyckte att Steve Albinis produktion av Surfer Rosa lät mycket bättre än Pixies senare skivor Bossanova och Trompe le Monde.
När Pixies spelade in Trompe le Monde 1991 (med en ny producent) uttryckte Albini sitt missnöje med vad bandet hade blivit. Han beskrev dem som "på sin höjd hyfsat underhållande college rock" och ansåg att de betedde sig som kor som lät managern och skivbolaget dra dem i näsringen vart de ville. Senare bad Albini om ursäkt för sina kommentarer.

## Låtlista
Alla låtar skrivna av Black Francis om inget annat anges.
1. "Bone Machine" – 3:02
2. "Break My Body" – 2:05
3. "Something Against You" – 1:47
4. "Broken Face" – 1:30
5. "Gigantic" (Kim Deal, Black Francis) – 3:54
6. "River Euphrates" – 2:33
7. "Where Is My Mind?" – 3:53
8. "Cactus" – 2:16
9. "Tony's Theme" – 1:52
10. "Oh My Golly!" – 2:32
11. Untitled – 0:44
12. "Vamos" – 4:18
13. "I'm Amazed" – 1:42
14. "Brick Is Red" – 2:00

När Surfer Rosa släppts på samma skiva som Come on Pilgrim har det sistnämndas åtta låtar kommit efter "Brick Is Red".
Det elfte spåret, Untitled, är en inspelning av en konversation i studion. På några versioner av skivan finns den med som ett eget spår och på vissa är den med i början på "Vamos". Där den finns med som ett eget spår står den inte med på albumets låtlista och därför stämmer inte skivans låtlista med de låtar som finns med på skivan.

## Medverkande
All information hämtad från cd-versionen av Surfer Rosa:
- Black Francis – sång, gitarr
- Kim Deal – bas, bakgrundssång (sången på "Gigantic" krediteras till Mrs. John Murphy)
- Joey Santiago – gitarr
- David Lovering – trummor
- Steve Albini – produktion, ljudtekniker
- Simon Larbalestier, Vaughan Oliver – albumomslag och bilder till boken som följer med skivan

## Listor av musikrecensenter
Information om olika listor sammanställda av musikkritiker där Surfer Rosa kommit med har hämtats från AcclaimedMusic.net.
| Tidning       | Land           | Lista                                   | År   | Plats |
| ------------- | -------------- | --------------------------------------- | ---- | ----- |
| Mojo          | Storbritannien | Mojo 1000, the Ultimate cd Buyers guide | 2001 | *     |
| Musik Express | Tyskland       | The 50 Best Albums from the 80s         | 2003 | 2     |
| Pure Pop      | Mexiko         | 100 Greatest Albums                     | 1993 | 22    |
| Q             | Storbritannien | The 50 Heaviest Albums of All Time      | 2001 | *     |
| Rolling Stone | USA            | The 500 Greatest Albums of All Time     | 2003 | 315   |
| Spin          | USA            | Top 100 Albums of the Last 20 Years     | 2005 | 6     |
| Treble        | USA            | The Best Albums of the 80s, by Year     | 2006 | 1     |